# 가와치 히로시
가와치 히로시(일본어: 河内 洋, 1955년 2월 22일 ~ )는 일본의 전직 경마 기수다. 1974년 3월 1일 면허 취득 후 2003년 2월 28일까지 일본 경마계에서 기수로 활동했으며, 은퇴 후에는 조교사로 활동하고 있다.